# Alice Archenhold
Alice Archenhold (geb. mit Nachnamen Markus; * 27. August 1874; † 9. Februar 1943) war eine deutsche Astronomin, deren Ehemann der Astronom und Begründer der nach ihm benannten Sternwarte, Friedrich Simon Archenhold war.
Alice Markus wurde in Wiesbaden, geboren und heiratete im Juli 1897 Friedrich Simon Archenhold, der in Berlin lebte. Die beiden hatten fünf gemeinsame Kinder. Ihre Söhne Günter, der ebenfalls Astronom wurde, und Horst flohen vor den Nationalsozialisten zunächst in die Schweiz und später nach England. Alice wurde jedoch verhaftet und (zusammen mit ihrer Tochter Hilde) in das Konzentrationslager Theresienstadt in der damaligen Tschechoslowakei deportiert, wo sie am 9. Februar 1943 starb.
Sie wurde auf dem Zentralfriedhof Friedrichsfelde in Berlin im Grab ihres Mannes beigesetzt.
Im Berliner Ortsteil Oberspree des Stadtbezirkes Treptow-Köpenick wurde der Alice-Archenhold-Weg nach ihr benannt.